# Hacá
Hacá ou Hakka (chinês simplificado: 客家; chinês tradicional: 客家: Hakka: Hak5 Ga1; Pīnyīn: Kèjiā) é um grupo etnolinguístico, de etnia Han, que existe em várias regiões de China continental (especialmente em Fuquiém, Ainão,  Jiangxi e província de Cantão), Hong Kong, Taiwan e noutros países, principalmente no sudeste asiático, incluindo Malásia, Indonésia, Timor-Leste, Tailândia, Filipinas.

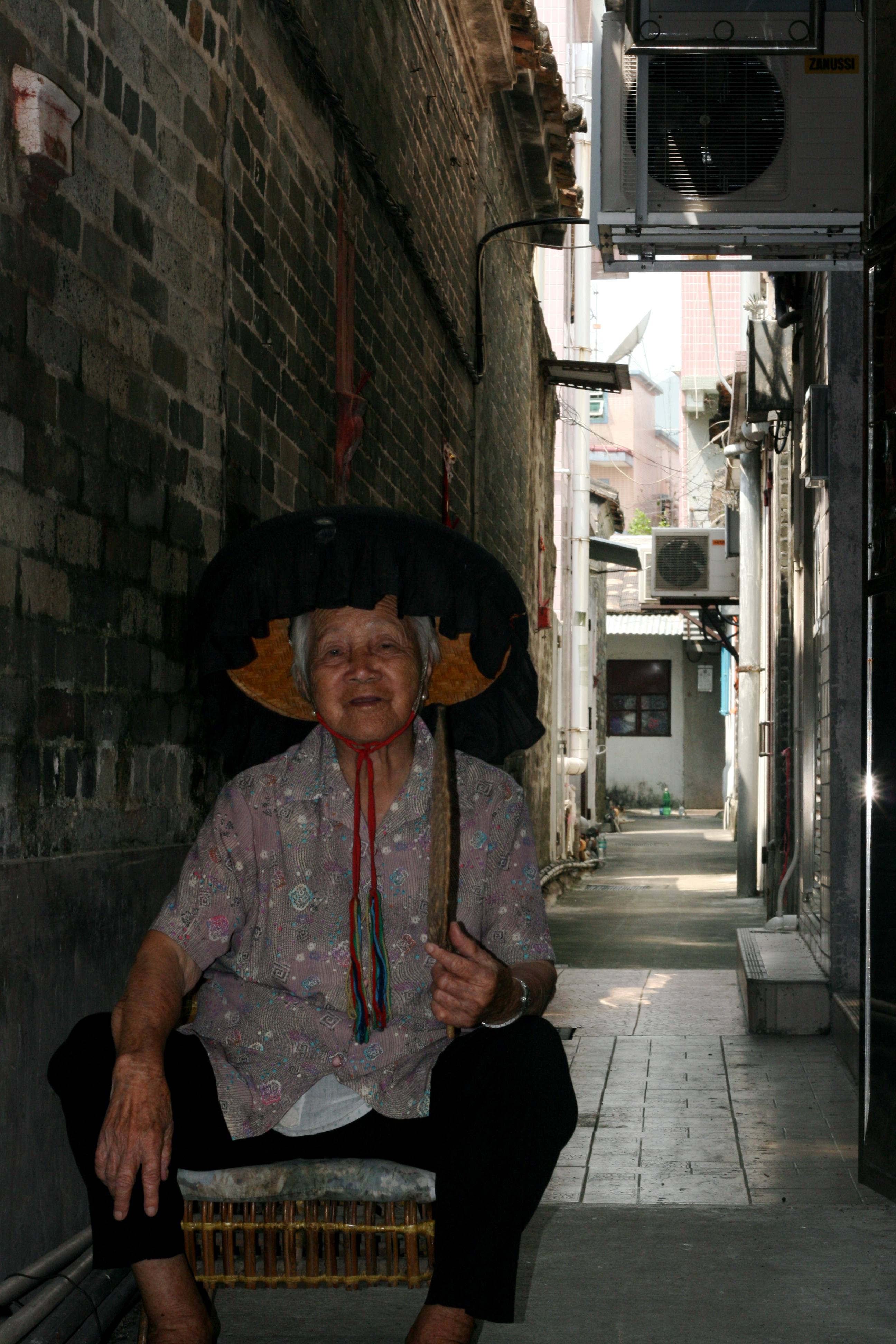
Uma mulher Hacá usando o chapéu Hacá

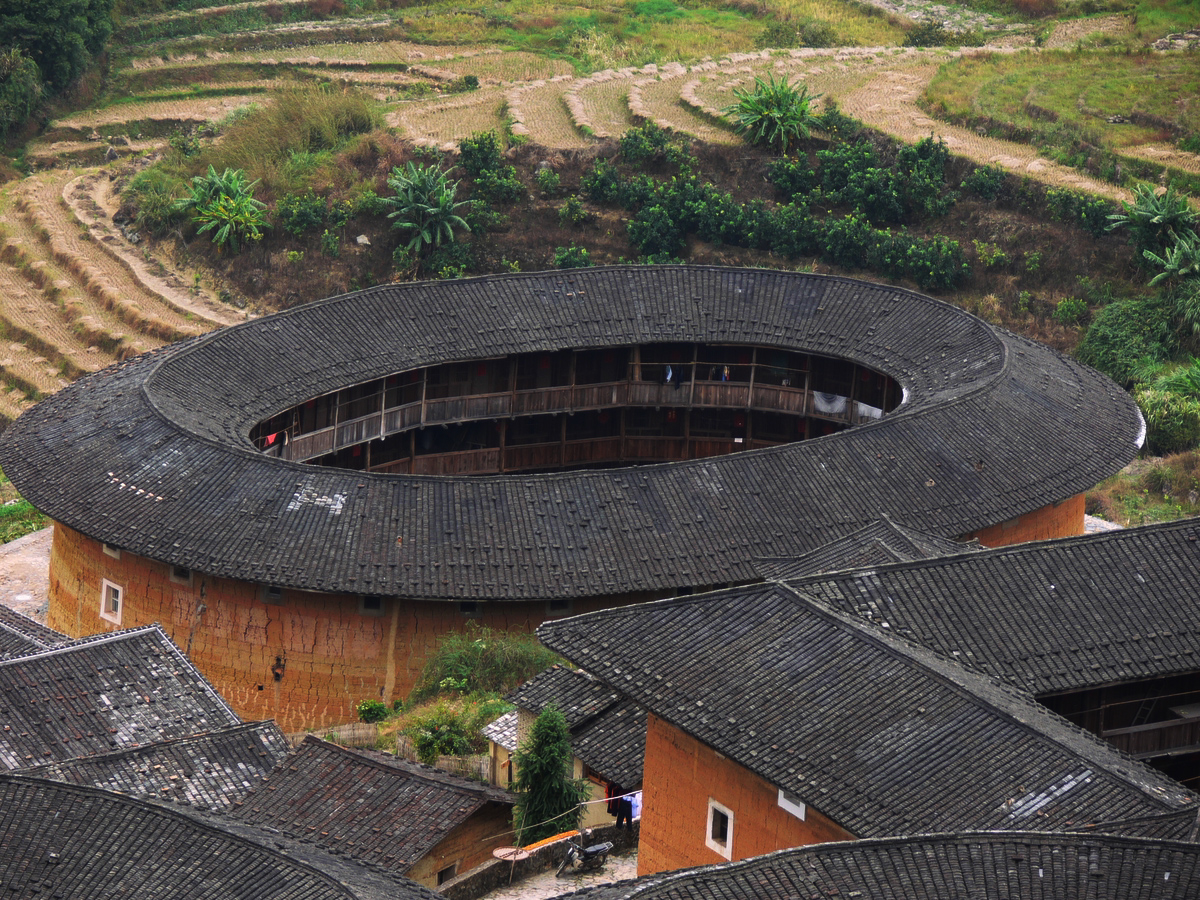
Tulou (土樓/ 土楼), uma espécie de arquitetura Hacá em Fuquiém

## Língua hacá (hakka)

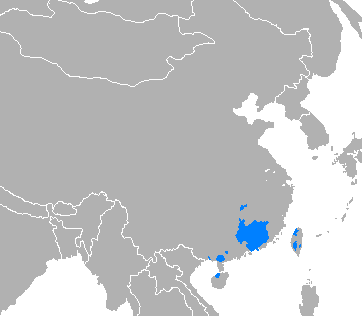
Distribuição geográfica da língua hacá

Os Hacá tem sua própria língua, denominada língua hacá, (chinês simplificado: 客家语/ 客家话; chinês tradicional: 客家語/ 客家話; Hakka: Hak5 Ga1 Ngi1/ Hak5 Ga1 Va4; Pīnyīn: Kèjiā Yǔ/ Kèjiā Huà). Ela varia do mandarim e cantonês. O hacá é uma das línguas nativas de Hong Kong.
Ainda que os chineses prefiram falar de dialetos (方言, fāngyán) ao referir-se às variedades do chinês falado, a inteligibilidade mútua entre estes é praticamente nula pelo que muitos linguistas consideram o chinês uma família de línguas, e não uma língua única por suas grandes variações ao redor do país e do mundo.